# Montours
Montours foi uma comuna francesa na região administrativa da Bretanha, no departamento Ille-et-Vilaine. Estendia-se por uma área de 15,28 km². Em 2010 a comuna tinha 2 403 habitantes (densidade: 157,3 hab./km²).
Em 1 de janeiro de 2017, passou a formar parte da nova comuna de Les Portes du Coglais.